# Сенігаллія
Сенігаллія, Сеніґаллія (італ. Senigallia) — муніципалітет в Італії, у регіоні Марке, провінція Анкона.
Сенігаллія розташована на відстані близько 220 км на північ від Рима, 27 км на північний захід від Анкони.
Населення — 45 027 осіб (2014).

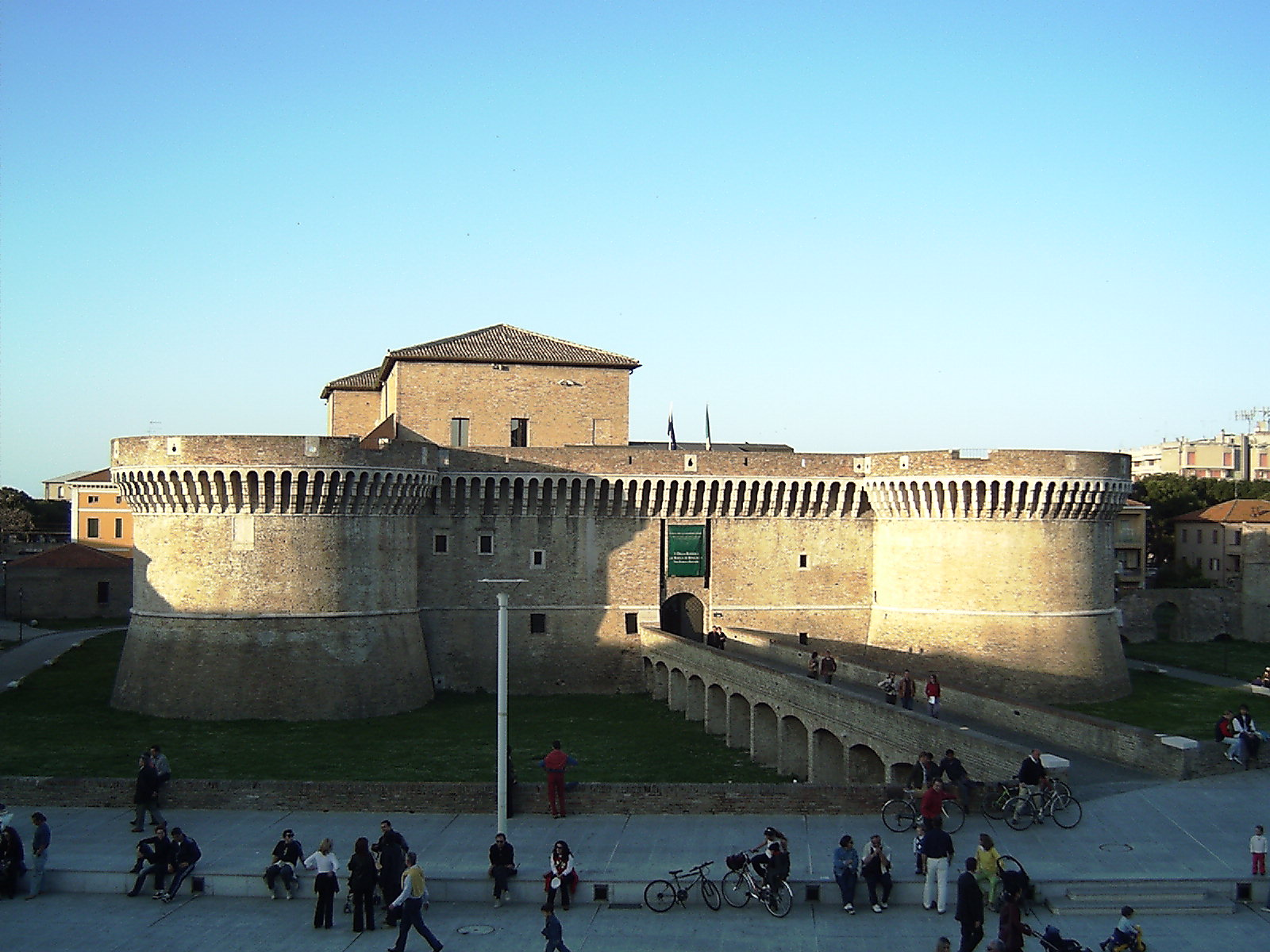

Щорічний фестиваль відбувається 4 травня. Покровитель — San Paolino Bigazzini.

## Демографія
Населення за роками:

Станом на 1 січня 2023 року в муніципалітеті офіційно проживало 2911 іноземців з 92 країн, серед них 663 громадяни країн Євросоюзу та 288 громадян України.

## Сусідні муніципалітети
- Бельведере-Остренсе
- Кастель-Колонна
- Мондольфо
- Монте-Сан-Віто
- Монтемарчіано
- Морро-д'Альба
- Остра
- Рипе

## Персоналії
- Анна Тереза Россіні (* 1944) — італійська акторка.